# Пёс (рассказ)
«Пёс» (англ. The Hound) — рассказ американского писателя Говарда Филлипса Лавкрафта, написанный в сентябре 1922 года. Впервые был опубликован в выпуске «Weird Tales» за февраль 1924 года. В рассказе впервые упоминается вымышленная книга «Некрономикон», которая часто будет появляться в последующих произведениях Лавкрафта и станет известной чертой «Мифов Ктулху».

## Сюжет
Художник, чьё имя не называется, рассказывает о гибели Сент-Джона, его друга, с которым они изучали живопись, литературу и демонологию в Лондоне. Они занимались гробокопательством, но они не были кладбищенским ворами, а занимались расхищением гробниц колдунов для изучения оккультных реликвий. Они действовали только в определённых местах и при подходящих условиях, времени года, фазе Луны. Трофеи пополняли кошмарную коллекцию в подвале их дома. Этот безымянный музей украшали: статуи крылатых демонов, надгробия, головы, мумии и прочие образцы искусства таксидермистов. В папке из тонко выделанной человеческой кожи они хранили картины Гойя на темы Загробной жизни.

Они отплыли на корабле на старинное кладбище в Голландию. В XIV веке здесь был захоронен гуль, который отыскал могущественный амулет, но был растерзан неописуемым зверем (англ. Unspeakable beast). С того момента, как они вошли на кладбище, они начали оба слышать лай огромного пса (англ. Gigantic hound). Вскрыв массивный гроб, они увидели превосходно сохранившийся скелет и амулет:
Странно стилизованная фигурка сидящей крылатой собаки или Сфинкса с полу-собачьей головой, сделанная в древневосточной манере из нефрита. Было в ней нечто отталкивающее, напоминающее о смерти, жестокости и злобе. Внизу была надпись на неизвестном языке, а вместо клейма выгравирован гротескный череп. Амулет описан в «Некрономиконе» Абдул Альхазреда как зловещий символ души гулей (англ. Ghoul soul-symbol), из Культа Пожирателей трупов (англ. Corpse-eating cult) в недоступном Плато Ленг в Центральной Азии.
Вернувшись домой, они продолжали слышать лай пса с болот. Вокруг дома появились жуткие следы, а на крыше спали стаи нетопырей. Однажды ночью Луну заслонило огромное существо с крыльями, прыгающее с холма на холм. Из подвала звучал смех и бормотание по-голландски. В роковой день неведомая хищная тварь убила Сент-Джона. Умирая он прошептал: «Амулет… проклятая тварь…». Рассказчик решил вернуть амулет. В районе Набережной Виктории Чёрный силуэт (англ. Black shape obscure) обрушил на него поток ветра. Ночью в гостинице Роттердама амулет украли воры. Утром газеты писали о том, что в мрачном квартале (англ. The vilest quarter) в воровском притоне неведомая тварь растерзала целую семью. Рассказчик безвольно следует на кладбище и эксгумирует гроб: 
В старом гробу, скорчившись, весь облепленный шевелящейся массой огромных спящих летучих мышей, лежал скелет, но ничего не осталось от его прежней чистоты. Теперь его череп и кости в тех местах, где их было видно, были покрыты запёкшейся кровью и клочьями человеческой кожи с приставшими к ним волосами. Горящие глазницы смотрели со значением и злобой, острые окровавленные зубы сжались в жуткой гримасе, словно, предвещавшей ужасный конец. Когда же из оскаленной пасти прогремел низкий, насмешливый лай, я увидел в мерзких окровавленных костях чудовища украденный амулет. Звёздный ветер приносит безумие! Эти когти и клыки веками стачивались о человеческие кости. Кровавая смерть на крыльях нетопырей из черных, как ночь, развалин разрушенных временем храмов Велиала.
Рассказчик бежит с кладбища в помешательстве, увидев «то, чему нет названия и что называть нельзя» (англ. Unnamed and unnamable), и собирается застрелиться.

## Персонажи

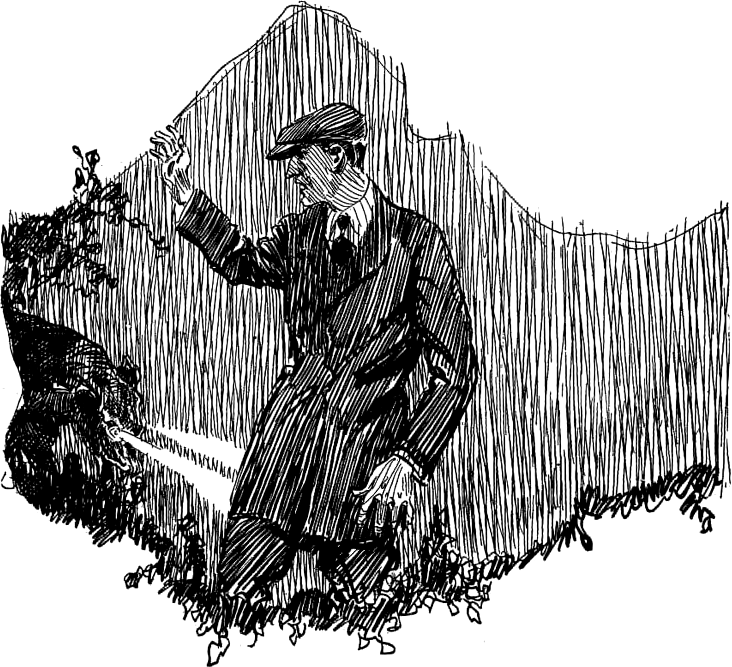
«Пёс» в «Weird Tales» vol. 03 no. 02

- «Пёс» в «Weird Tales» vol. 03 no. 02Рассказчик — художник и оккультист, увлекался искусством, демонологией и гробокопательством. Уничтожил реликвии по моральным соображениям. Попал под воздействие чар некроманта и помог ему воскреснуть. При этом, ему удалось выжить. Страдая от воздействия сверхъестественных сил его мучают галлюцинации — что часто происходит с персонажами Лавкрафта.

- Сент-Джон (англ. St. John) — друг рассказчика, оккультист, он всегда выбирал места для раскопок. Узнал легенду, что привела их на проклятое кладбище.

- Пёс (англ. Hound) — неописуемая гигантская тварь, хищный пёс с крыльями, который связан с амулетом из нефрита, в виде крылатой собаки или сфинкса с полусобачьей головой. Бесформенная чёрная тень, неясный чёрный силуэт, вызывающий порыв резкого ветра.

- Гуль (англ. Ghoul) — некромант, гуль, средневековый кладбищенский вор в Голландии, умерший в XIV веке.

- Абдул Альхазред (англ. Abdul Alhazred) — демонолог, автор книги «Некрономикон». Лавкрафт является последователем Эдгара По, который в его рассказе «Падение дома Ашеров» описывает вымышленную книгу «Безумная печаль» сэра Ланселота Каннинга — вымышленного автора. Абдул Альхазред впервые упоминается ранее, в рассказе «Безымянный город».

## Вдохновение
16 сентября 1922 года Лавкрафт совершил поездку к Реформатской церкви Флэтбуш (англ. Flatbush Reformed Church), Бруклин, с другом Райнхартом Кляйнером, написав о визите в письме: 
Вокруг старой сваи находится старинный церковный погост с оградой, датируемый примерно с 1730 года до середины XIX века… От одного из разрушенных надгробий 1747 года я отколол небольшой кусочек и унёс его часть. Он лежит передо мной, когда я пишу этот рассказ — и должен натолкнуть на ужасную историю. Я кладу его под подушку, когда сплю… Кто бы мог знать, что появится из средневековой могилы и что оно будет мстить за осквернение его гробницы? Если оно придёт, что оно может не напомнить?
Лавкрафт использовал в качестве имени одного из главных героев псевдоним своего собеседника Кляйнхарта «Сент-Джон». Также имя можно отнести к многочисленным церквям Святого Джона в штате Массачусетс. Могила находится в «голландском погосте» — возможно, ссылается на церковь Флэтбуша, которая является частью дома голландской реформатской церкви (хотя эта часть история разворачивается в Нидерландах).
Критик Стивен Дж. Мариконда предполагает, что этот рассказ — дань уважения литературному движению Декадента в целом и, в частности, роману 1884 года «Наоборот» (À rebours) Жорис Карла Гюисманса, которым Лавкрафт очень восхищался (Гюисма́нс упоминается по имени в рассказе вместе с Бодлером). Главные герои страдают от «разрушительной тоски», как главный герой «Наоборот» страдает от «подавляющей скуки», что толкает его «сперва представить себе, а затем и заниматься неестественными любовными отношениями, с извращёнными удовольствиями».
Мариконда указывает на большой долг, который рассказ обязан творчеству Эдгара По, чье влияние, узнается в таких заимствованных фразах, как: «гроб в форме продолговатой коробки», таинственный «стук в дверь моей палаты» и «красная смерть», принесённая псом — все вместе они повторяют фразеологию Эдгара По.
Уилл Мюррей, исследователь творчества Лавкрафта, указывает на «полусобачье лицо» у амулета, похожего на Сфинкса; а также «Культ Пожирателей трупов», пролагая, что титульное существо из рассказа — «Пёс», представляет собой одну из форм гулей с головой собаки. Луна, призрачный пёс, проклятье, нетопыри — популярные образы в готической литературе.
Филипп Шрефлер отмечает в своей книге «H. P. Lovecraft Compendium», что рассказ содержит многочисленные отсылки к Эдгару По и Артуру Конан Дойлю.

## Критика
Лавкрафт выбрал рассказ «Пёс» в качестве одной из пяти историй, которые он первоначально представил в редакцию журнала «Weird Tales», как его основной профессиональный труд, а позже назвал его «мёртвым псом» и «куском мусора».
Некоторые критики разделяют осуждение Лавкрафта; Лин Картер назвала рассказ «небольшой маленькой сказкой», которая является «рабским стилем По». Но у рассказа есть свои защитники; Стивен Дж. Мариконда говорит, что рассказ «написан в изящном, почти барочном стиле, который очень интересен», в то время как Питер Кэннон, сказал, что манера написания должно быть похожа на говор «с языком, по крайней мере, частично упёртым в щеку», что придает определённую «наивность» и «очарование».
Сюжет повествования Поппи Зэд Брайт «Полынь» имеет сильное сходство с этим рассказом Лавкрафта, хотя и перенесённой в современную южную готическую обстановку Луизианы.

## Культы и ритуалы
Лавкрафт обращается к темам некромантии и колдовских практик. Городская легенда привела расхитителей гробниц на кладбище, где покоился гуль и некромант, который воздействовал на их разум, и заставил, против своей воли, совершить ритуал воскрешения — что похоже на одержимость. Воскрешение колдуна описано в рассказе «Склеп». С того момента, как герои вошли на кладбище, им начинает мерещиться пёс, который похож на призрака или связан с проклятьем амулета. Невидимый пёс летает на крыльях и вызывает ветер, — это черты нечистой силы. В рассказе «Показания Рэндольфа Картера» герои посещают склеп, а затем потусторонняя сущность овладевает разумом героя. В рассказе «Изгой» описана Загробная жизнь умершего человека, который передвигается на летающих гулях. В рассказе «Герберт Уэст — реаниматор» учёный воскрешает мертвецов и занимается гробокопательством, собирая проклятые вещи. В повести «Сомнамбулический поиск неведомого Кадата» детально описаны гули и иные виды собакоподобных существ. 
Рассказ «Пёс» содержит некоторые элементы «Мифов Ктулху», которые Лавкрафт будет упоминать позже. В частности, это первое появление самой известной книги в «Мифах Ктулху» — «Некрономикона». Книга выполнена в обложке из тонкой человеческой кожи (герои хранят в ней рисунки Гойи на тему Загробной жизни). Лавкрафт упоминает Абдул Альхазреда годом ранее, в рассказе «Безымянный город», но именно здесь он назван автором «Некрономикона». Рассказчик говорит, что амулет описан «Некрономиконе», а также «Культ Пожирателей трупов» и Плато Ленг в Центральной Азии (англ. Inaccessible Leng, in Central Asia). Уилл Мюррей указывает на «полусобачье лицо» на амулете, а также на «культ пожирателей трупов» Ленга, предполагая, что заглавное существо рассказа «Пёс» «вероятно представляет собой раннюю форму гуля в представлении Лавкрафта». Лавкрафт основывается на широко распространенных в мифологии Европы легендах о колдунах, которые вызывают на ритуалах чудовищ из под земли. Лавкрафт пишет, что в магических местах появляются одновременно похожие на людей существа, но и такие, что вовсе не похожи. 
Плато Ленг (англ. Leng) — культовое место в произведениях Лавкрафта, что ранее упоминается в рассказе «Селефаис». Подобно другим священным вершинам, Ленг является мудрецам во снах в самых разных уголках мира. В этом рассказе предполагается, что Ленг находится в Азии, но также это место ассоциируется с Антарктидой и Страной снов. Лавкрафт специально использует похожие названия с неточностями и добавляет противоречия, видоизменяя их под фон и тематику произведения. Так, в 27 сонете «Грибы с Юггота» Лавкрафт добавляет маяк к описанию окружения Плато Ленг, который ранее не описывается, но его также можно сопоставить с маяком из рассказа «Белый корабль».

## Связь с другими произведениями
Существа с крыльями упоминаются в произведениях: «Затаившийся Страх», «Крысы в стенах», «Неименуемое», «Заброшенный дом», «Ужас в Ред Хуке», «Сомнамбулический поиск неведомого Кадата», «Случай Чарльза Декстера Варда», «Очень старый народ» и «Шепчущий во тьме».
Амулет с гравировкой черепа появляется только в этом рассказе, он не похож на другие амулеты, которые встречаются в рассказах: «Храм», «Карающий Рок над Сарнатом», «Гипнос», «Вне времени», «Погребённый с фараонами» и «Курган».
Фраза «Звёздный ветер приносит безумие» похожа на аналогичную фразу из рассказа «Изгой». 
Фраза «То, чему нет названия и что называть нельзя» — похоже на аналогичные слова в рассказах: «Неименуемое», «Показания Рэндольфа Картера» и «Обитающий во Тьме».
Фраза «Безымянный музей» похожа на аналогичную в рассказе «Безымянный город».
Фраза «Дурманящие восточные благовония, доносящиеся из Восточных капищ царственных мертвецов» похожа на описание локаций в рассказах «Селефаис» и «Белый корабль».